# خانه جلیلیان
خانه آقای جلیلیان در کرمانشاه، میدان جلیلی، گذر حاجی مراد، پلاک ۶ واقع شده و این اثر در تاریخ ۲۵ اسفند ۱۳۷۹ با شمارهٔ ثبت ۳۰۴۲ به‌عنوان یکی از آثار ملی ایران به ثبت رسیده است.